# تیگر چن
تیگر چن (به زبان انگلیسی ؛ Tiger Chen) (متولد ۳ مارس ۱۹۷۵) یک رزمی کار چینی که بدلکار و بازیگر سینما نیز می باشد. او مربی هنرهای رزمی کیانو ریوز نیز بوده است.